# Leonora van den Heever
Pour les articles homonymes, voir van den Heever.
Leonora van den Heever, née le 9 juillet 1926 à Windhoek dans le sud-ouest africain (actuelle Namibie), est une juge de la Haute Cour d'Afrique du Sud. Elle est  la première femme juge d'Afrique du Sud et la première femme à être nommée juge de la Cour suprême d'appel d'Afrique du Sud.

## Biographie

### Enfance et éducation
Née en 1926 à  Windhoek, Leonora Van den Heeverfille est la fille  de Toon van den Heever, magistrat et écrivain issu de la communauté afrikaner, et de Margaretha van den Heever, née Rautenbach. 
Elle étudie à Bloemfontein, puis fait des études supérieures à l'université de Pretoria. Elle enseigne ensuite au Normaalkollege de Bloemfontein, commence à travailler temporairement comme greffière judiciaire et étudie le droit à temps partiel à l'université de l'État libre d'Orange, dont elle sort diplômée en 1951.
Leonora van den Heever commence à exercer en tant qu'avocate au barreau de Bloemfontein en 1952. 
Elle se marie en 1958. 
En 1969, elle est nommée juge, devenant ainsi la première femme juge en Afrique du Sud,.De 1982 à 1985, elle fait partie ponctuellement de la Cour d'appel du Bophuthatswana.
En 1991, elle devient la première femme juge à être nommée de façon permanente à la division d'appel de la Cour suprême d'Afrique du Sud à Bloemfontein, où elle sert jusqu'à sa retraite. Après avoir pris sa retraite à l'âge de 70 ans, en 1996, elle accepte de continuer à travailler à la division provinciale du Cap et siège pendant un certain nombre d'années au sein des juridictions d'appel du Lesotho et du Swaziland.

## Autres centres d’intérêt
Leonora Van den Heever se consacre aussi à la littérature, en écrivant et publiant deux livres pour enfants, ainsi que des nouvelles sous un pseudonyme, pour le magazine Sarie. Elle a également été administratrice de différentes institutions culturelles, comme le Ballet Benevolent Fund pour le Cape Performing Arts Board (ou CAPAB, une organisation théâtrale sud-africaine basée au Cap).